# C'era un ragazzo
C'era un ragazzo è stato un programma televisivo italiano, condotto da Gianni Morandi affiancato dal figlio Marco, andato in onda dal Teatro 15 degli Studi di Cinecittà in quattro puntate al giovedì, nella prima serata di Rai Uno, fra il gennaio e il febbraio 1999.

## Il programma
Nella trasmissione Gianni Morandi, alla sua prima esperienza da conduttore televisivo, raccontò la storia della propria vita attraverso l'interpretazione di numerosi pezzi musicali. Inoltre ospitò ed intervistò numerose personalità (del cinema, della cultura, del giornalismo, dello sport e della musica) di fama nazionale ed internazionale.
Il programma registrò ottimi risultati di ascolto (una media di circa 9 milioni a puntata), con un picco di 9.853.000 di spettatori nella serata del 18 febbraio, fino al punto di essere considerato uno dei più grandi eventi televisivi degli ultimi tempi.
La trasmissione quell'anno vinse il Telegatto come "Migliore trasmissione musicale" e fu tra i dieci programmi premiati nella "Top ten" del Premio Regia Televisiva, manifestazione nell'ambito della quale Gianni Morandi ricevette inoltre il premio come "Migliore rivelazione dell'anno". Il programma venne premiato anche al Festival internazionale di programmi musicali Golden Antenna, svoltosi ad Albena, in Bulgaria.

## Ascolti
| Puntata | Messa in onda    | Tema      | Musa                | Ospiti | Telespettatori | Share  | Fonte |
| ------- | ---------------- | --------- | ------------------- | --- | -------------- | ------ | ----- |
| 1       | 21 gennaio 1999  | Cuore     | Ornella Muti        | Monica Vitti, Mireille Mathieu, Laura Pausini, Fiorella Mannoia, Franca Fiacconi e Laura Fogli | 9.462.000      | 35,82% | [ 1 ] |
| 2       | 28 gennaio 1999  | Mani      | Claudia Pandolfi    | Pitura Freska, Cecilia Chailly, Predrag Danilović con Lucio Dalla e Mago Forest con Raul Cremona | 9.714.000      | 35,64% | [ 2 ] |
| 3       | 4 febbraio 1999  | Piedi     | Isabella Rossellini | Riccardo Cocciante, Gianna Nannini, Carlo Mazzone, Giuseppe Signori, Kennet Andersson, Michele Paramatti, Stefano Bettarini, Giancarlo Marocchi, Luca Barbarossa, Riccardo Fogli, Alex Britti, Franco Migliacci ed Enrico Ruggeri | 9.129.000      | 33,90% | [ 3 ] |
| 4       | 11 febbraio 1999 | Fortuna   | Stefania Sandrelli  | Claudia Cardinale, Eros Ramazzotti, Whitney Houston e Lucio Dalla | 9.163.000      | 33,03% | [ 4 ] |
| 5       | 18 febbraio 1999 | Il meglio | -                   | Massimo D'Alema | 9.854.000      | 37,10% | [ 5 ] |